# Marockansk standardberbiska
Marockansk standardberbiska (eget namn: ⵜⴰⵎⴰⵣⵉⵖⵜ ⵜⴰⵏⴰⵡⴰⵢⵜ) är en standardiserad form av tamazight, ett berberspråk inom den afroasiatiska språkfamiljen, som talas i Marocko. Språket talas inte som modersmål utan det är ett skriftspråk för dem som talar tamazight och dess nära släktspråk. Berberspråken i Marocko är närbesläktade och talarna kan förstå varandra. Dessa språk talas av cirka en tredjedel av Marockos invånare och många kan också arabiska.
Språket anses vara stabilt. Dess närmaste släktspråk är bl.a. ghomara och tachelhit. Standardberbiska blev ett officiellt språk i Marocko år 2011 efter en folkomröstning om landets nya grundlag och det används som undervisningsspråk i skolorna. Fast standardiseringsprocessen har drabbats av problem, lovade kungen Muhammed VI att standardberbiska kommer att användas inom statlig förvaltning i framtiden.
Standardberbiska skrivs med tifinagh. Skriften erkändes officiellt i Marocko redan år 2003.